# 下曽根信敦
下曽根 信敦（しもそね のぶあつ、文化3年（1806年） - 明治7年（1874年）6月5日）は江戸時代末期（幕末）の幕臣である。旗本・筒井政憲の次男で、同じく旗本の下曽根信親の養子となった。子に下曽根信之（次郎助）。通称、金三郎。官位は諸大夫、甲斐守。号は桂園、威遠。

## 人物
文政12年（1829年）に家督相続、小普請組に入る。天保6年（1835年）、渡辺崋山の門人となったが、崋山は蛮社の獄で蟄居させられた。天保12年（1841年）5月9日に幕閣立会いの下で行われた高島秋帆による日本初の洋式砲術と洋式銃陣の公開演習が武州徳丸ヶ原（現・高島平）で行われた。幕臣の下曽根および少し遅れて江川英龍が幕命により高島流砲術を学ぶために弟子入りして西洋流砲術を取得することが定められた。下曽根は塾を開き砲術の普及に努めた。英龍と決別した佐久間象山はこの塾に通っていたとされる。弘化2年（1845年）2月、初めて西洋砲術を香山栄左衛門と中島三郎助に伝授した。嘉永6年（1853年）6月のマシュー・ペリー来航の折には国書受取の場・久里浜で警備隊（洋式歩兵）の指揮を執っており、ペリー艦隊側からも日本が洋式歩兵を装備している姿が記録されている。
下曽根の塾と江川の塾には西洋式兵制を学ぶために諸大名以下多くの門弟が集った、特に嘉永6年（1854年）の黒船来航を契機に入門者が殺到し、下曽根本人の言葉によると1,200人を数えたという。このうち、個人が特定されたのは350人程である。門弟の増加により一私塾での対応が難しくなったため、免許皆伝の初期門人に私塾を開設させ対応することとなり、松平仲、中山旗郎、山口采女、小出内記、桂川主税、加藤金平、中野森太郎、稲垣才七、小田平七郎、森本岡右衛門、藤川太郎、林百郎、大塚同庵、河野外一郎の14人が高島流砲術の普及に努めた。下曽根が高島秋帆から伝授された西洋砲術の内容は伝書三冊の他は口伝であり、多くの門弟に系統立った教育を行うため、門弟の中から稲垣才七と大島貞薫に共通教材の作成を命じている。
安政2年（1855年）に鉄砲頭に任命、次いで翌安政3年（1856年）、新設の講武所の砲術師範に迎えられた。
文久元年（1861年）に西丸留守居に転じ、文久3年（1863年）には歩兵奉行に任じられたが、元治元年（1864年）に解任され、砲術師範に戻った。明治7年（1874年）死去。享年69。東京都渋谷区の東北寺に墓所がある。
子の信之は長崎海軍伝習所に第1期生として長崎へ向かったが、江戸へ戻ると父と同じく講武所の砲術師範に任命された為、父子の事跡は混同されて、信之は信敦の別名とされている場合がある。

## 洋式調練
下曽根指揮のもと、洋式調練が繰り返され、多くの門人を動員した砲術訓練を行った。
- 弘化2年（1845年）6月12日、武蔵国志村西台徳丸原における大砲訓練および野戦訓練。参加54人。
- 弘化4年（1847年）6月25日、佃島沖にて、海上より萩野流砲術の火業船打ち。参加31人。
- 嘉永5年（1852年）7月、武蔵国橘樹郡大森村にて、高島流砲術の町打ち訓練。参加49人。
- 年次不明（嘉永5年以降に比定）、武蔵国橘樹郡大森村羽田にて、高島流砲術の訓練。参加61人。
- 安政3年（1856年）3月12日に駒場野[3]、参加58名。
- 安政4年（1857年）8月25日に浜御殿海上にて砲術訓練。
- 安政4年（1857年）9月下旬に府下鼠山（現、目白）において訓練[4]。

## 経歴
- 文政12年（1829年）に家督相続、小普請組入。
- 天保2年（1841年）小姓組
- 嘉永5年（1852年）西丸留守居
- 安政2年（1855年）先手鉄砲頭
- 安政3年（1856年）、講武所砲術師範役
- 文久元年（1861年）再び西丸留守居。諸大夫、甲斐守に叙任。
- 文久3年（1863年）歩兵奉行
- 元治元年（1864年）西丸留守居格、砲術師範役。
- 慶応2年（1866年）陸軍所修行人教授方頭取
- 明治7年（1874年）6月5日死去。享年69。墓は東京都渋谷区広尾の東北寺。